# Айгюн (фільм, 1960)
Айгюн (азерб. Aygün) — радянський мелодраматичний фільм 1960 року, знятий на кіностудії «Азербайджанфільм», екранізація однойменної поеми Самеда Вургуна.

## Сюжет
Айгюн і Амірхан були красивою закоханою парою. Амірхан пристрастився до алкоголізму, цей крок зруйнував міцну сім'ю, що стало причиною страждання, але раптом Амірхан кинув пити і у нього з'явився шанс на возз'єднання з сім'єю.

## У ролях
- Наджиба Мелікова — Айгюн (дублювала Окума Гурбанова)
- Гасанага Салаєв — Амірхан
- Рена Топчубашова — Улькер
- Сурая Гасимова — Шафіга (дублювала Софа Баширзаде)
- Гюндус Аббасов — Ельяр
- Фатех Фатуллаєв — директор радгоспу
- Рза Афганли — вчитель (дублював Садих Гусейнов)
- Софа Баширзаде — вчителька (дублювала Лейла Бадирбейлі)
- Мамед Садигов — листоноша
- Башир Сафароглу — робітник колгоспу (дублював Азізага Гасимов)
- Амілет Гурбанов — гість (немає в титрах)
- Осман Хеггі — друг Амірхана (немає в титрах)
- Гаджимурад Єгізаров — гість (немає в титрах)
- Лейла Рзаєва — гість (немає в титрах)

## Знімальна група
- Автор сценарію і режисер-постановник: Кяміль Рустамбеков
- Оператор: Алігусейн Гусейнов
- Художник: Фаїг Ахмедов
- Композитор: Закір Багіров
- Звукооператор: Агахусейн Керімов